# Inventi/Il tuo safari
Inventi/Il tuo safari  è un singolo di Renato Zero pubblicato nel 1974 dalla RCA Italiana in formato 7", estratto dall'album Invenzioni del 1974.

## Il disco
Inventi è stata scritta da Angelo Filistrucchi e Renato Zero per il testo e da Renato Zero e Roberto Conrado per la musica, la canzone partecipò a Un disco per l'estate 1974, non riuscendo però ad accedere alla fase finale.
Il tuo safari è stata scritta da Renato Zero e Franco Migliacci per il testo e da Zero con Roberto Conrado per la musica e partecipò al Festivalbar 1974.